# Callejón del Agua

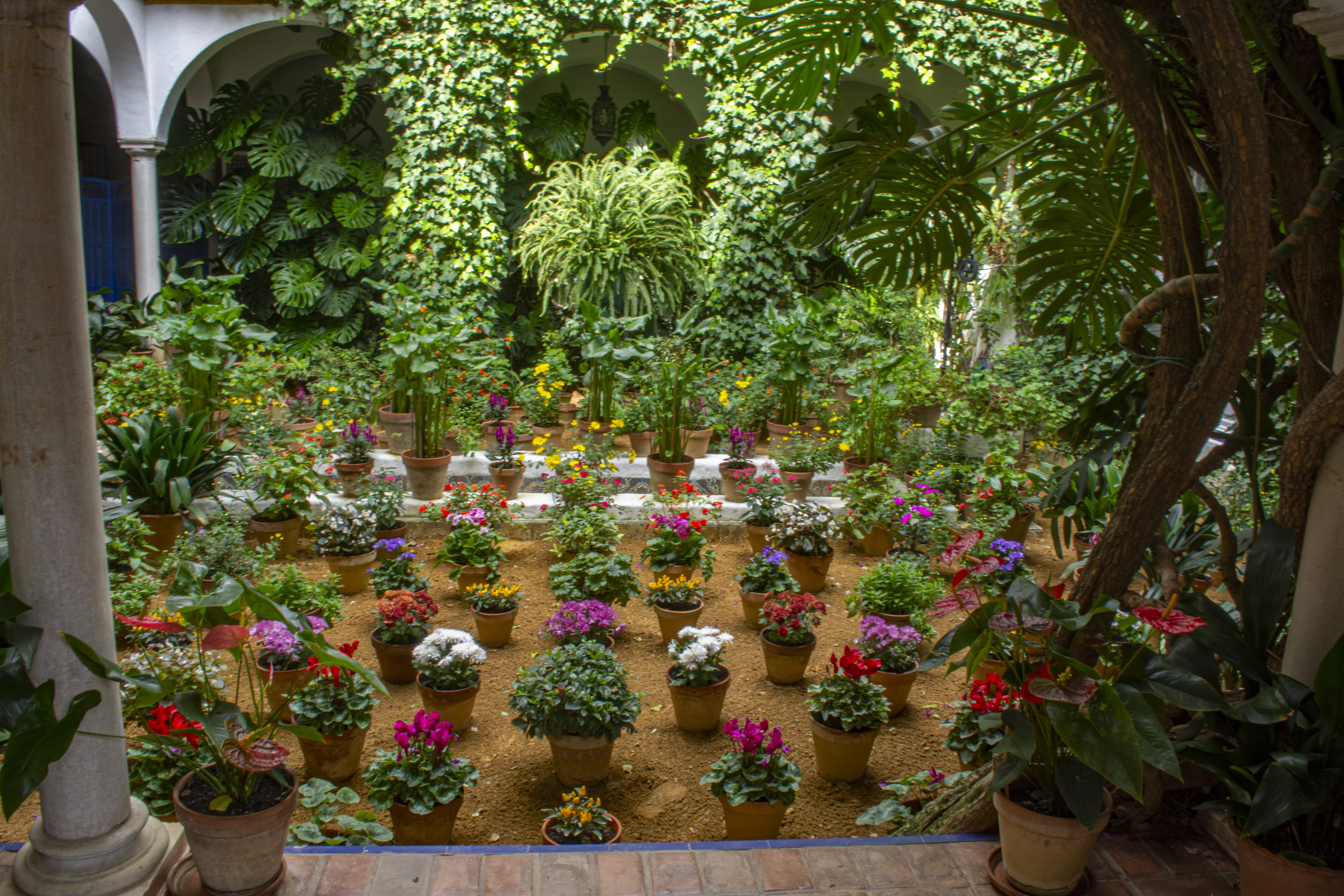
Patio de casa del callejón del Agua.

El callejón del Agua es una vía pública de la ciudad española de Sevilla, encuadrada dentro del barrio de Santa Cruz y que linda con el Alcázar.

## Descripción
La vía discurre desde la plaza de Alfaro hasta la calle Vida. Fluían en las inmediaciones los caños de Carmona. Aparece descrita en la Noticia histórica del origen de los nombres de las calles de esta ciudad de Sevilla (1839) de Félix González de León con las siguientes palabras:

Calle del Agua. Es de cuartel B. y de la ayuda de parroquia de santa Cruz. Es una calle inmediata al muro de la ciudad por donde pasan las aguas de los caños de Carmona, que van al vecino Alcázar, y se llama asi porque en un tiempo se labrava en ella el agua fuerte. Vá de la calle del Chorro á la carnicería del Alcázar: y fué de la Alhamia de los judios.
(González de León, 1839, p. 156)